# Chiloplatys mexicanus
Chiloplatys mexicanus är en stekelart som först beskrevs av Cresson 1874.  Chiloplatys mexicanus ingår i släktet Chiloplatys och familjen brokparasitsteklar. Inga underarter finns listade i Catalogue of Life.